# Надлюдина
Надлюди́на (нім. Übermensch) — концепція, сформульована в творчості німецького філософа Фрідріха Ніцше як мета, до якої повинна прагнути людина в своєму розвитку. Поняття надлюдини нечітке, проте такій людині в усіх випадках притаманні самодостатність і матеріалістичний погляд на світ. Ніцше говорить про надлюдину вперше у «Веселій науці», тема надлюдини є однією з центральних у філософській повісті «Так казав Заратустра».

## Надлюдина у Ніцше
Надлюдина, згідно з Ніцше, — це та істота, якою повинна стати людина. Для надлюдини людина так само нікчемна, як для людини — схожа на неї мавпа. Надлюдина ні від кого не залежна, вона цілком покладається на власні сили і тому цілком відповідальна за свої вчинки. Вона ні на кого не покладає провини за власні невдачі, будь то людина чи надприродна істота, як-от Диявол. Так само надлюдина не покладає сподівань на когось іще — якщо вона вирішує чогось досягнути, то досягає цього самотужки. В зв'язку з цим для надлюдини не існує надприродного — Бога, богів чи душі. Коли Ніцше стверджував, що «Бог помер», це означає, що людина більше не потребує Бога та сама займає те місце, яке Він посідав. Ніцше стверджував, що християнська система цінностей базується на неприйнятті світу таким, як він є, для чого християнство вигадує духовний світ і оманливі виправдання й обіцянки. Натомість цінності надлюдини повинні ґрунтуватися на любові до цього світу та до життя взагалі.
Для надлюдини чиясь думка нічого не варта, така людина непідвладна традиції, натовпу, політиці чи ідеології. Надлюдина не переймає цінності в кого-небудь, а створює їх сама. Для неї не існує завідомо добра чи зла, надлюдина сама для себе визначає що є добрим, а що злим.
В «Так казав Заратустра» Ніцше стверджує через пророка Заратустру, що надлюдини ще ніколи не існувало, а окремі верховніші за інших люди — це «щасливі випадковості». До таких він зараховував Горація, Цезаря, Гомера, Леонардо да Вінчі, Мішеля де Монтеня, Фердинандо Ґаліані, Стендаля. У «Веселій науці» ж він пише, що в майбутньому надлюди виникатимуть закономірно та систематично завдяки правильному культивуванню задатків надлюдяності. Коли з'явиться надлюдина, вона спрямовуватиме свою могутність на здійснення надзавдань, адже надлюдина — це найкраще втілення світової «волі до влади». Проте існування надлюдини не означає її панування. Оскільки вона вільна і сама вирішує якою бути, то одна надлюдина може боротися з іншою. Важливіше не те як довго існує надлюдина, а те, якою вона є.
Посилаючись на труди Ніцше, таке визначення у дослідженні "Double political metaphor, from Leviathan and superman to the Devil and superpower, cosmopolitan program of formal logic against the language barrier" надлюдини дає філософ Анатолій Калашник: Надлюдина — це синтез архетипів життєствердної (Amor Fati) «вільної душі»/філософа (приймає смерть Бога та сприймає переоцінку цінностей), митця (має творчу силу та творить, граючись з реальністю) та воїна (для нього добра війна виправдовує мету, він має фізіологічне здоров'я, а також високу волю до влади).

## У нацизмі

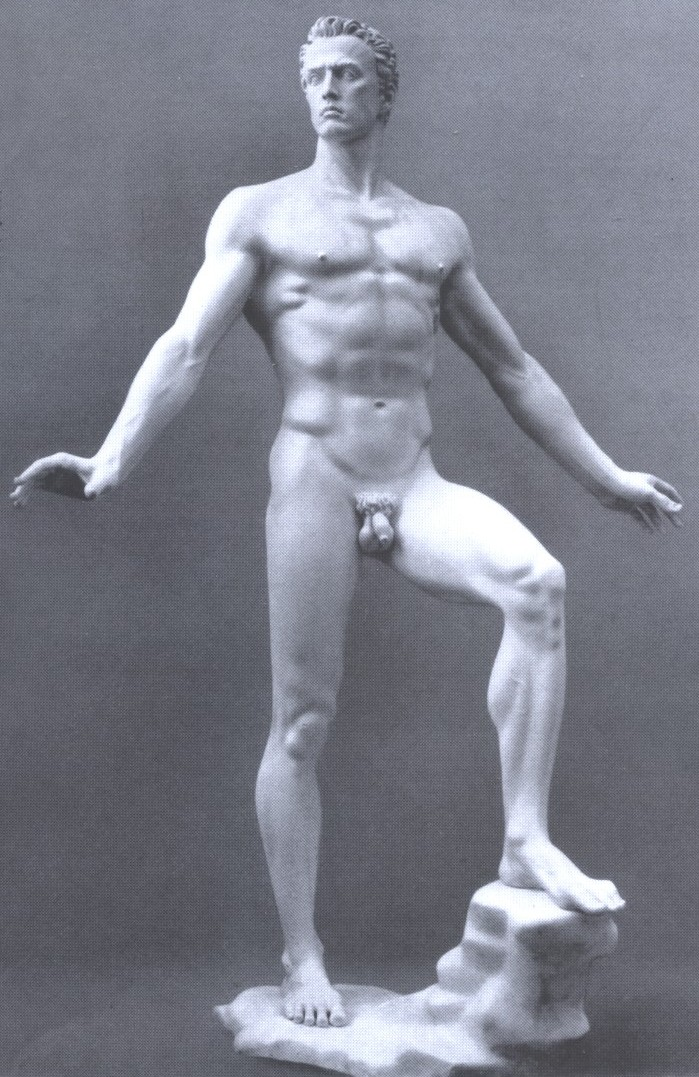
«Переможець» — скульптура досконалої людини Арно Брекера

Ідеологія націонал-соціалістів Німеччини запозичила низку термінів і концепцій з філософії Ніцше, зокрема і концепцію надлюдини. Головною підставою для цього було прагнення підтвердити свою ідеологію словами відомих німців минулого. Чільне значення тут мали сестра Фрідріха Ніцше — Елізабет Ферстер-Ніцше, та філософ Альфред Боймлер. Саме Боймлер надав Ніцше статусу провісника нацистських ідей. Так, «волю до влади» нацистські ідеологи потрактували як прагнення розширювати територіальні володіння, а надлюдину — як «расово чисту» людину. Нацистські переконання про «вищу расу» надлюдей породили також ідею про протиставлену їй недолюдину (untermenschen), що має як фізіологічні відмінності, так і інакший спосіб мислення.
Гітлер часто використовував термін «надлюдина» для опису власної ідеї про домінування аріїв над усіма расами, яка була використана як філософська основа націонал-соціалістичних переконань. Проте імовірно, що Гітлер особисто ніколи не читав праць Ніцше. Ернст Крік, нацистський ідеолог, саркастично зауважив, що Ніцше не був ні соціалістом, ні націоналістом, і виступав проти расового мислення, проте націонал-соціалісти Німеччини проголосили його своїм провідним мислителем.

## Виноски
1. 1 2 3  Nietzsche’s Übermensch: A Hero of Our Time? | Issue 93 | Philosophy Now. philosophynow.org. Архів оригіналу за 28 вересня 2021. Процитовано 28 вересня 2021.
2. 1 2 3 4  Fortich, Ingrid Flórez (1 січня 2010). Nietzsche’s Übermensch: the notion of a higher Aristocracy of the future. Civilizar. Т. 10, № 18. с. 75. doi:10.22518/16578953.16. ISSN 1657-8953. Архів оригіналу за 28 вересня 2021. Процитовано 28 вересня 2021.
3. 1 2  Carter, Lucas. How did Friedrich Nietzsche’s ideas influence the Nazi regime in the Third Reich?. International School of Toulouse. с. 3—26.
4. ↑  Kalashnyk, Anatolii (2025). Double political metaphor, from Leviathan and superman to the Devil and superpower, cosmopolitan program of formal logic against the language barrier. SSRN Electronic Journal (англ.). doi:10.2139/ssrn.5251315. ISSN 1556-5068.
5. ↑  How the nazis hijacked Nietzsche, and how it can happen to anybody. Big Think (амер.). Архів оригіналу за 28 вересня 2021. Процитовано 28 вересня 2021.
6. ↑  Ariani, Indogermani, stirpi mediterranee: aspetti del dibattito sulle razze europee (1870-1914). iris.unica.it. Архів оригіналу за 30 листопада 2020. Процитовано 28 вересня 2021.
7. ↑  Prideaux, Sue (6 жовтня 2018). Far right, misogynist, humourless? Why Nietzsche is misunderstood. the Guardian (англ.). Архів оригіналу за 28 вересня 2021. Процитовано 28 вересня 2021.